# Leanira coeca
Leanira coeca är en ringmaskart som beskrevs av Horst 1917. Leanira coeca ingår i släktet Leanira och familjen Sigalionidae. Inga underarter finns listade i Catalogue of Life.